# Pižmovka velká
Pižmovka velká (Cairina moschata) je jihoamerický druh kachny z řádu vrubozobých. Byla domestikována v Mexiku a Jižní Americe již před příchodem Evropanů. Domestikací vznikla pižmovka domácí (Cairina moschata f. domestica), která se od divokého předka liší větší hmotností a bílým nebo strakatým zbarvením.

## Popis

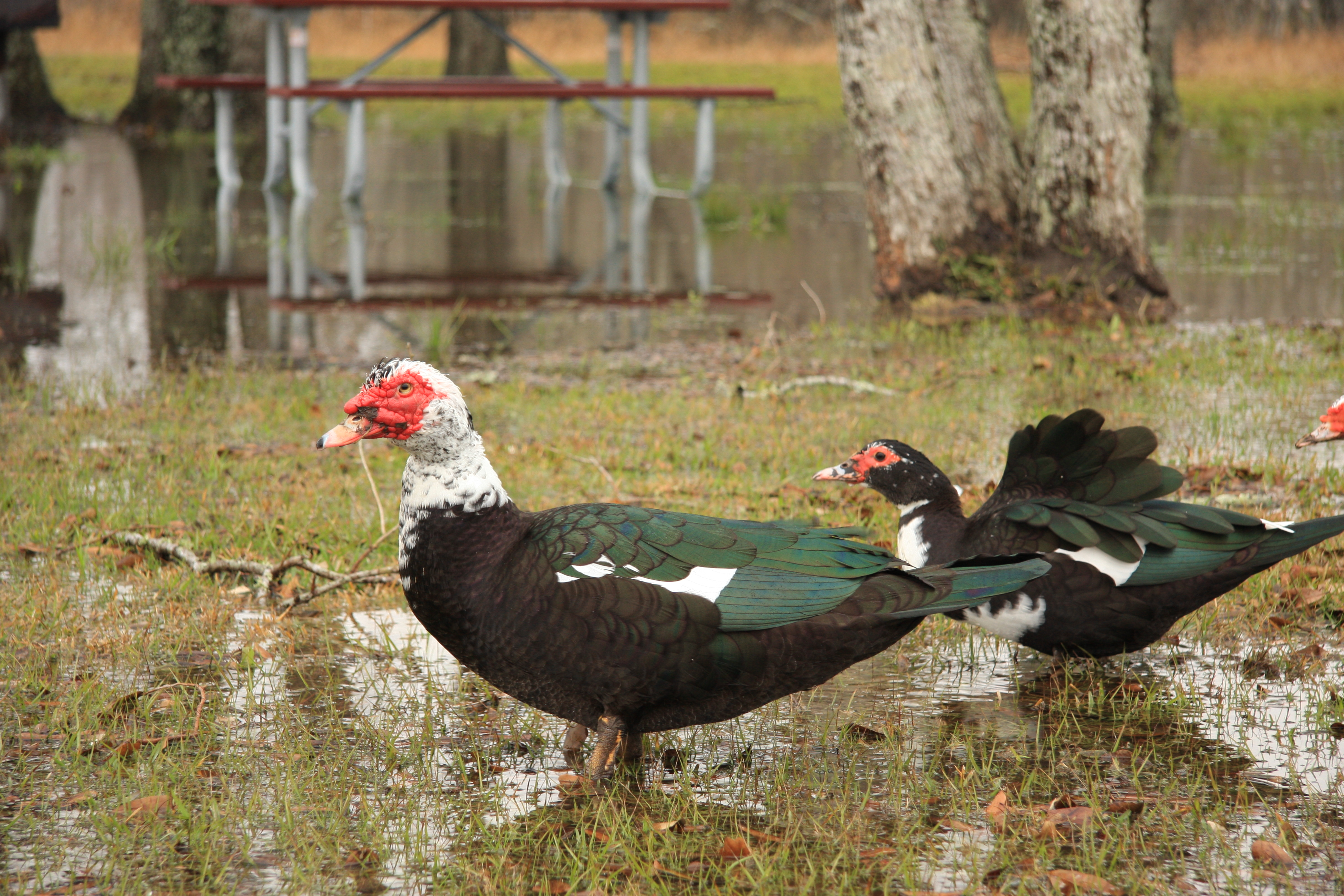
Pižmovka velká v Texasu

Pižmovka je velká kachna, kačer dorůstá délky těla 75 cm a hmotnosti téměř 7 kg, samice jsou menší a lehčí. Naopak u domácí pižmovky mohou vážit kačeři až 8kg a kachny cca 3kg. Zbarvení divokých ptáků je černé se zeleným leskem. V křídlech jsou bílá zrcátka, peří na hlavě je kadeřavé a může být bíle skvrnité. Pižmovka má silné tmavé nohy s dlouhými drápy, ale poměrně slabými plovacími blanami. Obličej je holý, u samce nápadně červený a porostlý bradavičnatými výrůstky. Nápadně velký zakulacený výrůstek má samec nad zobákem. Navzdory svému jménu nepáchne pižmem.

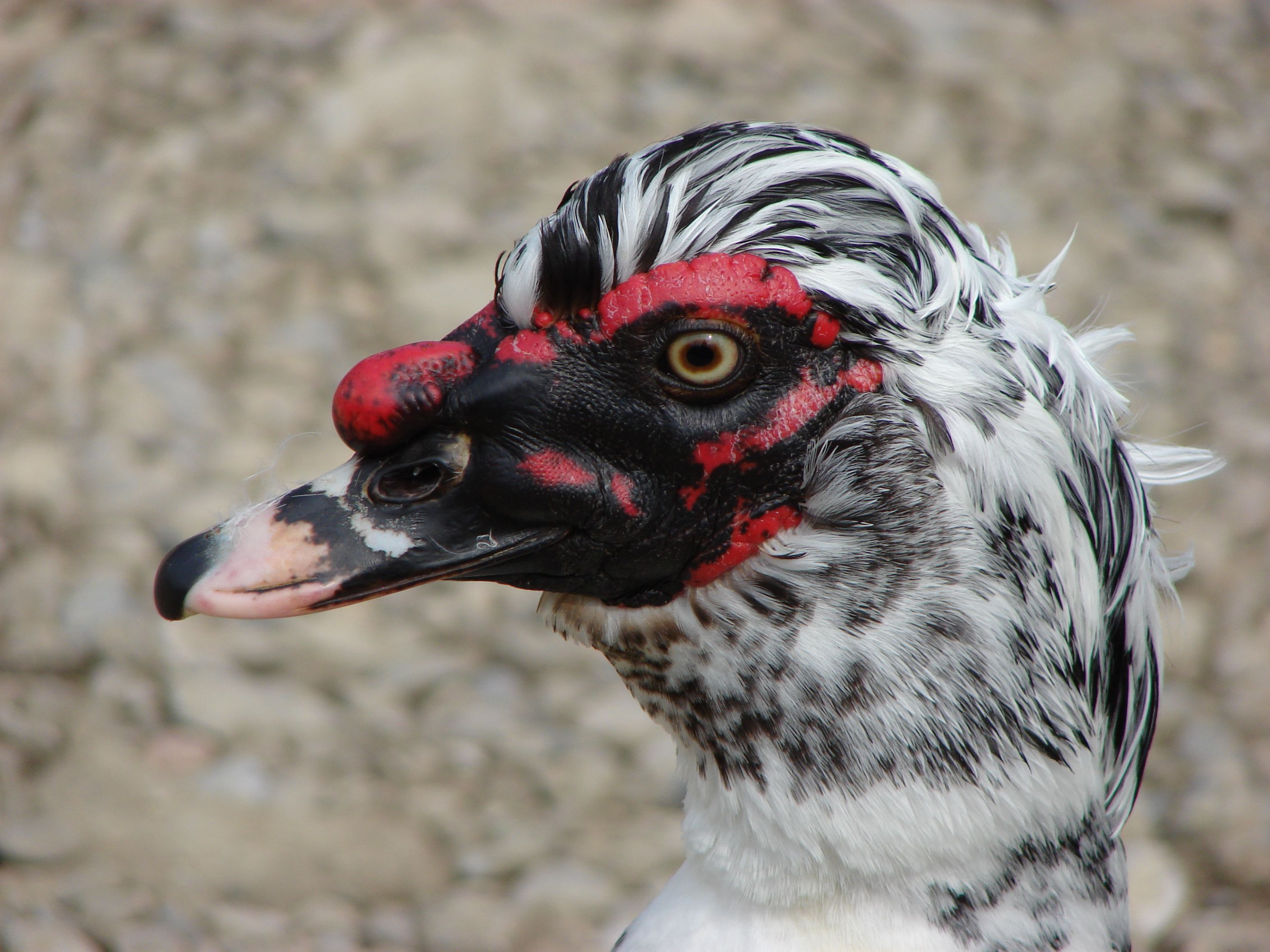
Hlava pižmovky velké

## Rozšíření a způsob života
Pižmovka obývá Ameriku od jižního Texasu po Argentinu. Preferuje zalesněné oblasti, bažiny, okolí pralesních řek a potoků. Ačkoli dobře plave a dokáže se i potápět, tráví mnoho času na souši, kde si hledá potravu. Hnízdí a nocuje na stromech, kde šplhá pomocí ostrých drápů. Jedná se o stálý druh ptáka. Pižmovky netvoří stálé páry, kačer se v době toku páří s jednou nebo více samicemi a nepodílí se na výchově mláďat. Zvláštností pižmovky je absence hlasových projevů. V dospělosti se ozývá výhradně tichým syčením, jiné zvuky není schopná vydávat. Proto se v některých jazycích (např. ve španělštině) označuje jako němá kachna.

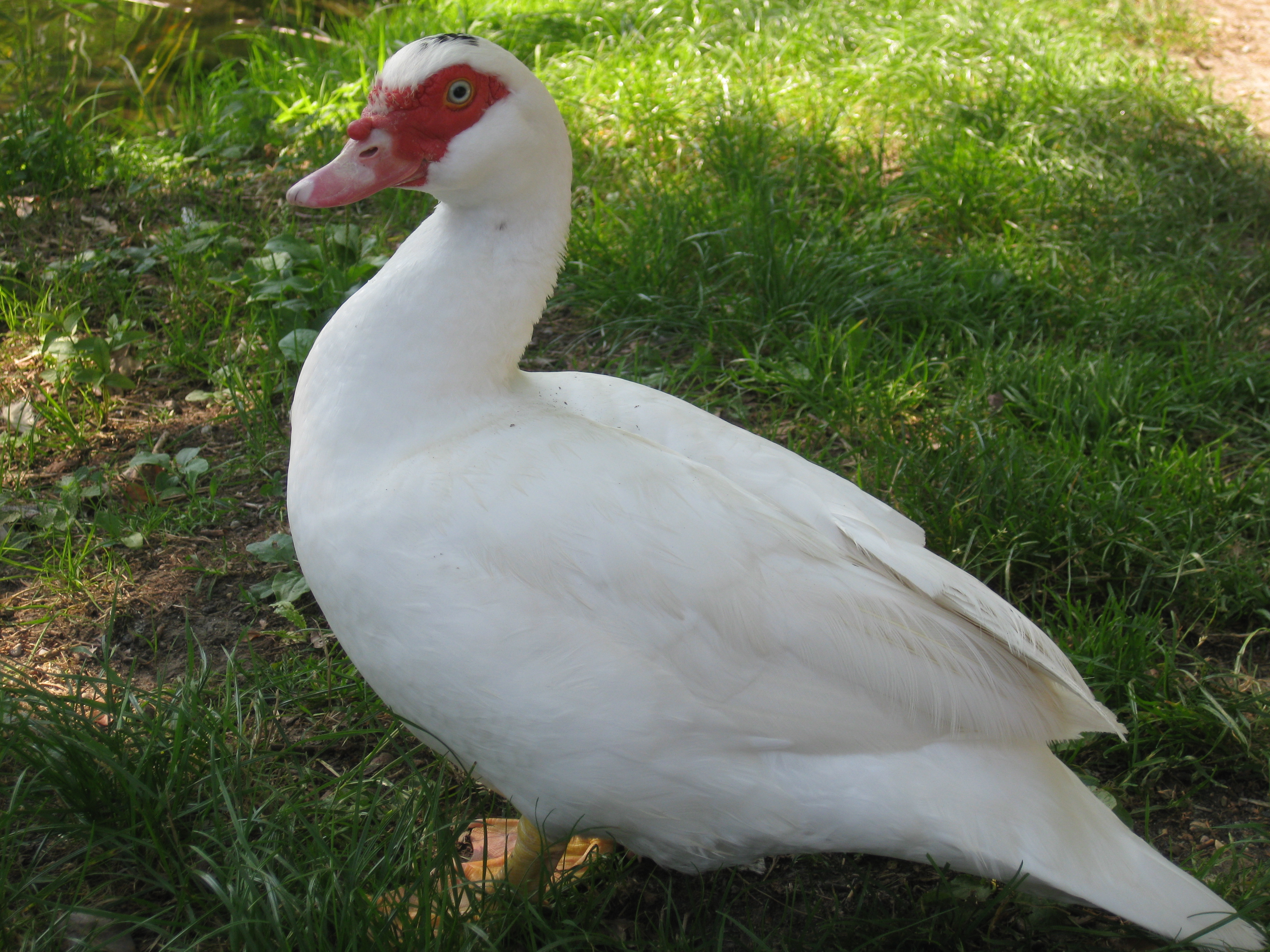
Bíle zbarvený jedinec

Pižmovky hnízdí v dutinách stromů nebo v opuštěných hnízdech stromových ptáků. Samice klade 6–10 žlutobílých až zelených vajec, z nichž se za 35 dnů líhnou mláďata. Doba inkubace je tedy o týden delší než u kachny domácí a nejdelší ze všech druhů domácí drůbeže. Káčata ihned po oschnutí seskakují z hnízda a následují matku na vodu. Pižmovka sedí na vejcích velmi pevně, vysedí i cizí vejce, která jí podložíme. Proto ji lze použít jako pěstounku k vysezení cizích vajec.
Pižmovky se živí smíšenou potravou, jíž si hledají na souši i ve vodě. Tvoří ji zelené části rostlin, oddenky, semena i drobní živočichové včetně plžů, pavouků a žab.

## Pojmenování
Pižmovka velká se někdy označuje též jako kachna pižmová, lidově jako čínská kačena, čínka, barbárie nebo na Moravě husokačena. Její jméno patrně vzniklo omylem, protože nevylučuje pižmo ani podobné páchnoucí látky. Carl von Linné ji pojmenoval Anas moschata (tj. pižmová kachna) omylem, zřejmě podle anglického jména Muscovy duck (tj. doslova moskevská kachna). Etymologie anglického jména není jasná, podle jedné verze se první pižmovky dostaly v 16. stol. do Anglie z Ruska, pravděpodobnější však je, že se jedná o záměnu se jménem indiánského kmene Muisca (z Kolumbie) nebo Miskito (z Nikaraguy a Hondurasu), od nichž pižmovky získali conquistadoři.

## Domestikace a chov
Pižmovka byla domestikována americkými indiány už v předkolumbovském období. Mayové, Aztékové, Čibčové, Inkové i amazonští indiáni ji chovali nejen pro maso, ale i pro peří, používané k výrobě ozdob a čelenek. Např. Tupinambové ji chovali jen pro peří. Věřili totiž, že by pojídáním jejího masa zlenivěli a získali „kachní“ chůzi. S portugalskými námořníky a později s osvobozenými černými otroky se z Brazílie záhy dostala do Afriky a indomalajské oblasti, kde se výborně adaptovala. Podle některých názorů se do jihovýchodní Asie dostala už před příchodem Porugalců prostřednictvím Polynésanů.
Do Evropy se zřejmě dostala v polovině 16. stol., buďto přímo z Jižní Ameriky, nebo „oklikou“ přes portugalské kolonie v Africe. Renesanční učenci Pierre Belon a Ulysses Aldrovandi ji pokládali za afrického ptáka a nazvali ji „guinejská kachna“ či „káhirská kachna“. Latinské jméno pižmovky – Cairina je odvozeno od staršího názvu Káhiry – Cairo. Zde je také třeba hledat původ pojmenování barbárie, jímž se označuje více prošlechtěná linie pižmovek, chovaných pro produkci brojlerových kachen. Toto jméno odkazuje na severoafrické Berbery.
Pižmovka je na chov nenáročná, na rozdíl od kachny domácí nepotřebuje k životu vodní plochu. Krmí se bramborami, šrotem, zrním, kuchyňskými odpadky, ale také se sama pase, podobně jako husa. Lze ji křížit s kachnou domácí, kříženci, zvaní mulardi, jsou neplodní, snadno se však vykrmují. Pižmovky mají chutné maso, tmavší a méně tučné než kachna domácí, pochoutkou jsou játra z vykrmených pižmovek, která lze použít stejně jako husí (foie gras). Lze použít i jejich vejce, peří a trus. Mohou sloužit také k vypásání trávy, podobně jako husy, zbaví zahradu plevelů, ale také škůdců, žerou totiž slimáky). Pižmovka má však i špatné vlastnosti, především je nesnášenlivá vůči jiné drůbeži, proto se nehodí do velkochovů. Samec v období páření je velmi náruživý a pokouší se pářit se samicemi jiných druhů kachen, s husami i slepicemi. Přitom se chová dost surově a slabším ptákům může ublížit. Proto je na něj nutné dohlédnout.